# 台風の目 (運動会)
台風の目（たいふうのめ）とは、運動会などで行われる競技のひとつ。鳴門の渦潮・タイフーン・旋風･ハリケーンともいう。日本福祉大学付属高等学校が発案した。

## 概要
台風の目は4～5人を一組とし、全員が一本の長い棒を持ち、定められたコースを走る競技。コースの途中に2～3個コーンが設置されており、そのコーンを中心に一回転することがルールとなっている。また、ひとつのコースを往復し、リレー競技とする場合もある。
コーンを回転する際、中心寄りの走者は足踏みするように走り、棒を中心へ向かわせる様に引っ張ることで向心力が発生し速く回転することができる。また、外側の走者は中心よりの走者よりも多く走る必要があるため、足の速い人を外側に置くことが多い。
学校によっては第一走者グループとアンカー走者グループに1人ずつマスト登り要員が居り、第一走者グループがマストの上に旗を立て、アンカーグループが最後にマスト上の旗をとってからゴールするという形式も存在している。